# Молодотурецька революція

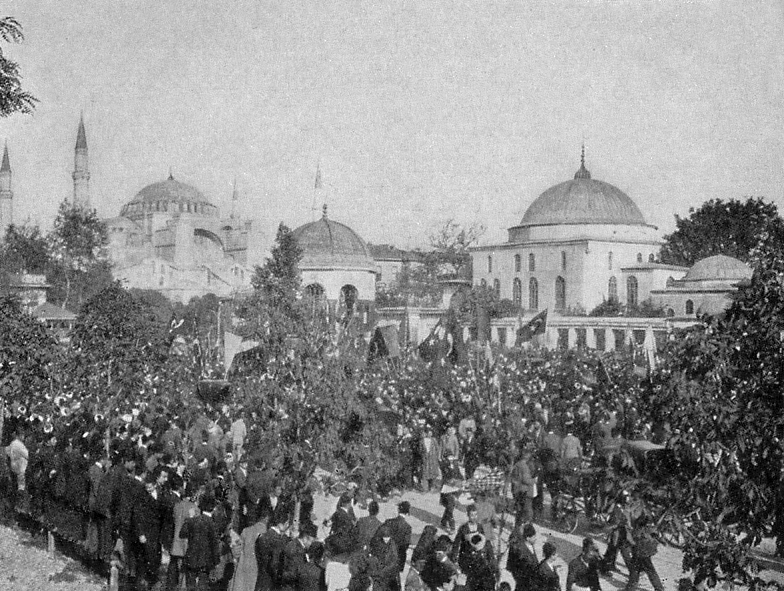
Публічна демонстрація у районі Султанахмет, Стамбул, 1908

Молодотуре́цька револю́ція — революція в 1908 в Османській імперії, що мала на меті повалення деспотичного режиму султана Абдула-Гаміда II, введення конституційного ладу.

## Передумови
Її передумови склалися наприкінці 19 — на початку 20 століття, коли завершилося перетворення Османської імперії в напівколонію великих держав, а деспотичний режим султана Абдули-Гаміда II, поглиблюючи невдоволення народних мас, породив активний рух протесту в колах інтелігенції (особливо офіцерства). Рухом керувала таємна організація «Єднання і прогрес». Початку революції передували партизанський рух у Македонії, повстання моряків османського флоту у 1906, народні виступи в Анатолії в 1906—1907, заворушення в арабських країнах, тощо.
Безпосереднім поштовхом до початку революції послужила Ревельська (Талліннська) зустріч британських і російських монархів у червні 1908, в ході якої було намічено проведення нових реформ у Османській Македонії, фактично спрямованих на її відчуження від Османської імперії.

## Події
3 липня 1908 сформована у місті Ресне османська чета під командуванням майора Ніязі підняла повстання, метою якого було відновлення конституції 1876 року. 6 липня виступила чета на чолі з майором Енвером, а ще через кілька днів повстання поширилося на більшість османських військових частин в Македонії. До них приєдналися македонські та албанські чети. 23 липня революційні загони вступили у Салоніки та інші великі міста Македонії. На велелюдних мітингах було проголошено відновлення конституції 1876 року. Переконавшись у марності опору, Абдул-Гамід II підписав указ про скликання парламенту.
Обмеживши цілі революції встановленням конституційного ладу, молодотурецькі лідери прагнули припинити в зародку активність населення, заслужити своєю поміркованістю лояльність великих держав. Страйки робітників придушували, національні меншини піддавалися гонінням.
У цей час опозиція, підтримувана великими державами, підготувала і в квітні 1909 здійснила контрреволюційний заколот, відновивши на короткий час самодержав'я Абдули-Гаміда II. Заколот був придушений військовими частинами, що прибули з Македонії та четниками. Парламент скинув Абдул-Гаміда 27 квітня 1909 і вибрав султаном безвольного Мехмеда V. Однак, зміцнивши свою владу, молодотурки незабаром остаточно втратили колишню, хоч і обмежену революційність. Проголошену ними доктрину османізму («Рівність усіх Османів») вони направили на примусове навернення народів імперії у османську культуру.

## Підсумки
Молодотурецька революція, по суті, зазнала поразки. З 1913 після здійсненого Енвером державного перевороту, конституція та парламент практично втратили значення. Невирішені молодотурецькою революцією завдання склали історичні підвалини, що незабаром зробили можливою Кемалістську революцію.